# Andres Torres
Andres Yungo Torres Jr. (Paterson, 26 gennaio 1978) è un ex giocatore di baseball statunitense.

## Carriera

### Inizi
Nel 1997 venne scelto al 23º giro del draft della Major League Baseball (MLB) dai Florida Marlins ma decise di non firmare. L'anno successivo venne scelto al 4º giro dai Detroit Tigers, con cui firmò il primo contratto da professionista.
Dal 1998 al 2001 giocò nelle leghe minori in varie squadre appartenenti all'organizzazione dei Tigers, fino a giungere in Triplo A.

### Detroit Tigers (2002-2004)
Debuttò in MLB con i il 7 aprile 2002 ma giocò solamente 10 partite nelle file dei Detroit Tigers prima di esser rimandato nelle Minors. Venne richiamato in Major League a fine stagione. Complessivamente quell'anno giocò 19 partite in MLB.
Nel 2003 riuscì a giocare 59 partite in MLB chiudendo con .220 di media battuta, 9 punti battuti a casa (RBI) e 37 valide.
Nel 2004 dopo sole 3 partite venne di nuovo escluso dal roster dei Tigers. Torres chiese di esser svincolato dalla società; il 26 aprile dopo soli quattro giorni da free agent firmò un contratto con i Chicago White Sox, che lo fecero giocare in Triplo A.

### Texas Rangers (2005)
Il 16 novembre 2004 firmò con i Texas Rangers, ma per problemi alla spalla nella stagione 2005 giocò appena 8 partite con .158 di media battuta.

### Leghe minori (2006-2009)
Il 20 dicembre 2005 firmò un contratto con i Minnesota Twins, ma riuscì solamente a giocare in Triplo A con i Rochester Red Wings.
Il 2 marzo 2007 firmò per la seconda volta con i Tigers; passò la stagione tra Doppio e Triplo A.
Il 20 novembre 2007 dopo esser ritornato free agent, firmò un contratto con i Chicago Cubs, che lo mandarono agli Iowa Cubs in Triplo A.

### San Francisco Giants (2009-2011)
Il 9 gennaio 2009 firmò con i San Francisco Giants. Nella stagione 2009 giocò 75 partite in MLB, con una media battuta di .270, 41 valide e 23 punti battuti a casa.
Nel 2010 concluse la stagione regolare con .268 di media battuta, 26 basi rubate, 63 RBI in 139 partite. La post-season si chiuse con la vittoria alle World Series.
La stagione 2011 fu meno intensa della precedente. Torres concluse con .221 alla battuta, 19 basi rubate, 19 RBI in 112 partite.
Il 7 dicembre venne ceduto insieme a Ramón Ramírez ai New York Mets per avere Ángel Pagán.

### New York Mets (2012)
Nel 2012 con i Mets ha giocato 132 partite con una media battuta di .230, 86 valide e 35 punti battuti a casa.

### San Francisco Giants
A dicembre 2012 Torres ha firmato un contratto annuale con i San Francisco Giants.

## Riconoscimenti
- (1) Giocatore della settimana della Eastern League (1a di maggio 2007)
- (1) Giants Heart And Hustle Award (2011)
- (1) Giants Willie Mccovey Award (2010)

## Top 10 in una stagione
- 2009 Tripli: 8 (8° in National League)
- 2010 Doppi: 43 (4° in NL)
- 2010 Tripli: 8 (7° in NL)

## Numeri di maglia indossati
- nº 44 con i Detroit Tigers
- nº 2 con i Texas Rangers
- nº 59, 13, 56 con i San Francisco Giants
- nº 56 con i New York Mets